# 朱華奎
楚定王朱華奎（1571年—1643年），明朝第九代楚王，楚恭王朱英㷿的兒子。在位期間陷入了楚國兩樁大案：伪楚王案、楚宗劫槓案，後被流寇張獻忠所殺。

## 生平
父亲朱英㷿是第八代楚王，母宫人胡氏。朱華奎为其遗腹子，有孪生弟弟朱华壁。朱華奎在萬曆六年（1578年）被封為世子，兩年後（1580年）嗣位。
萬曆卅一年（1603年）楚王府一位宗人朱華趆，指朱華奎及其弟弟宣化王朱華壁不是楚恭王的兒子。朱華奎是恭王妃王氏兄長王如言之子，其弟朱華壁是王如言家人王玉的兒子。朱華趆從其妻即王如言女兒口中得知，令楚王府闔家譁然，是為伪楚王案。朝廷大學士沈一貫將事情壓下，並乘機打擊東林黨人士。朱華趆夫婦被廢為庶人，禁錮於高牆。
而後爆發了楚宗劫槓案，神宗聽信了一名王姓軍官的話，說楚王吞了定遠侯王弼家產白銀一千三百萬兩，雖然後來証明是該軍官說謊，但是楚國的財富已經被神宗注意，萬曆卅三年（1605年）楚王朱華奎為了免禍，以「皇槓」貢獻白銀貳萬兩給朝廷。運送到北京的途中，不滿伪楚王案的楚國宗室朱蘊鉁和朱蘊鍧等人，決定劫走朝廷的白銀，並打死了湖廣巡撫趙可懷。朝廷將朱蘊鉁與朱蘊鍧斬首，朱華堆等四人賜死，朱華焦、朱蘊鈁等四十五人幽禁。有人認為是朱華奎指使手下將與自己結怨的湖廣巡撫趙可懷毆打致死，嫁禍給楚國宗室們。
在崇禎十六年（1643年）流寇張獻忠攻陷武昌，把朱華奎擲入長江溺死。
南明政府初諡貞王，後改諡定王。其弟朱華壁何時嗣楚王位史無明載。

## 家庭

### 子
- 漢陽王朱蘊鑨
- 興國王朱蘊銑
- 監利王朱蘊？
- 鍾祥王朱蘊？

### 女
- 郡主朱鳳德（1629—1643），儀賓江夏生員王國梓。崇禎十六年（1643年）四月二十一日，郡主殉國。

| 前任者： 父恭王朱英㷿        | 明楚國國王 1580年－1643年 | 繼任： 弟貞王朱華壁 |
| 前任： 族祖父朱顯梡 楚府宗理 | 明楚國國王 1580年－1643年 | 繼任： 弟貞王朱華壁 |